# Ermita Pabonka
La ermita Pabonka (Pha bong kha), o Pawangka, es un monasterio histórico, hoy perteneciente al monasterio Sera, situado aproximadamente a 8 kilómetros de Lhasa, en el valle Nyang bran, en la montaña Parasol (Dbu gdugs ri), en el Tíbet.
Fundada por Songtsen Gampo en el siglo VII, es la ermita más grande e importante del conjunto de las ermitas de Sera y el punto de partida del «Sexto mes del cuarto día» (Drug pan tshe bzhi) del peregrinaje conocido como «Se ra’y ri ’khor».

## Historia

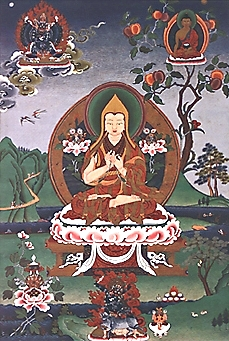
Tsongkhapa, quien vivió por algún tiempo como ermitaño en Pabonka

El lugar, con más de 1300 años de antigüedad, data de la época de Songtsen Gampo, el fundador del Imperio Tibetano, y fue uno de los primeros edificios que se construyeron en Lhasa. A pesar de que al principio el lugar era un castillo o fortificación, el Anales Tibetanos ha revelado que Pabonka fue convertido en monasterio, posiblemente bajo el reinado del segundo rey budista del Tíbet Trisong Detsen. Detsen, con Padmasambhava y los primeros siete monjes del nuevo imperio tibetano, solía meditar en la ermita, y se convirtió en uno de los monasterios budistas, posiblemente incluso antes que Templo de Jokhang. El monasterio original, de nueve plantas, fue parcialmente destruido por el rey Langdharma en el 841 durante su campaña para destruir el budismo monástico; fue reconstruido en el siglo XI como una estructura de dos plantas, que albergó 200 monjes.<
Je Tsongkhapa (1357–1419) vivió en el lugar como ermitaño, y finalmente aconteció como institución erudita. El quinto Dalái lama tenía afecto por el monasterio y financió la construcción de un piso superior. Antes del año 1959 Pabonka era independiente del monasterio Sera, y de 1960 hasta mediados de los años 1980 estuvo bajo control de la China, volviendo a partir de entonces bajo el control de Sera.

## Estructura monástica

### Templo Rigsum Gonpo

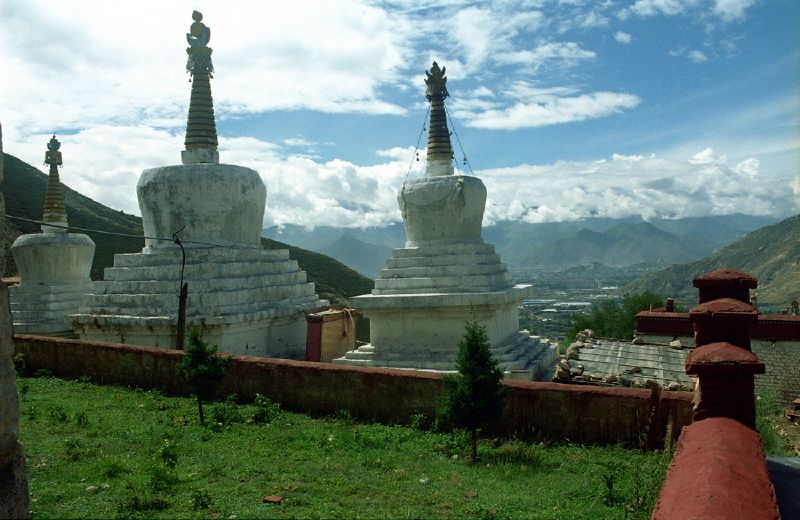
Estupas y vista hacia Lhasa

Este templo es conocido por sus numerosos santuarios, y su mantra azul y de oro trabajado situado en el pasillo, con unas letras inscritas que dicen «Saludo a la joya al lotus». Durante la Revolución Cultural se enterraron un buen número de reliquias de piedra, pero cuando los monjes de Sera restauraron la ermita las desenterraron y restauraron la mayoría de ellas.  Contiene un santuario central, datado en hace unos 1300 años, la época de Gampo, que representa a Avalokiteśvara, Manjushri y Vajrapani, la llamada «Trinidad Rigsum Gompo» que da el nombre al templo.

### Pabonka Potrang

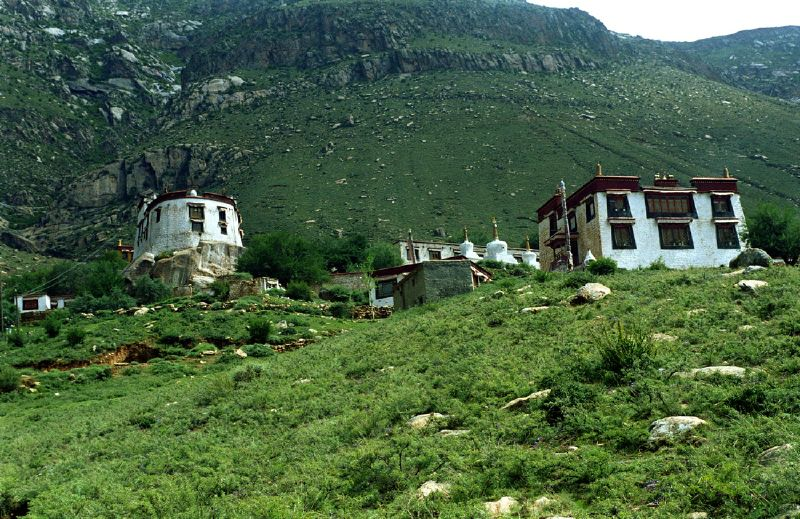
Pabonka Potrang, a la izquierda

El piso superior del edificio Pabonka Potrang, construido sobre una pila de rocas, tiene una sala de asamblea en el segundo piso con una fotografía del abad actual y una estatua de Avalokiteśvara escondida a la derecha, detrás de un pilar.  La capilla de interior contiene una antigua concha de caracola (dungkhar) envuelta en una banda de oración (kathak) y que se muestra en una vitrina. En la habitación del lado se encuentran las estatuas de tres reyes, sus esposas y varios lamas. La cámara lateral, destinada al Dalai-lama en sus visitas, contiene una estatua de la deidad Demchok.

### Cueva Palden Lhamo

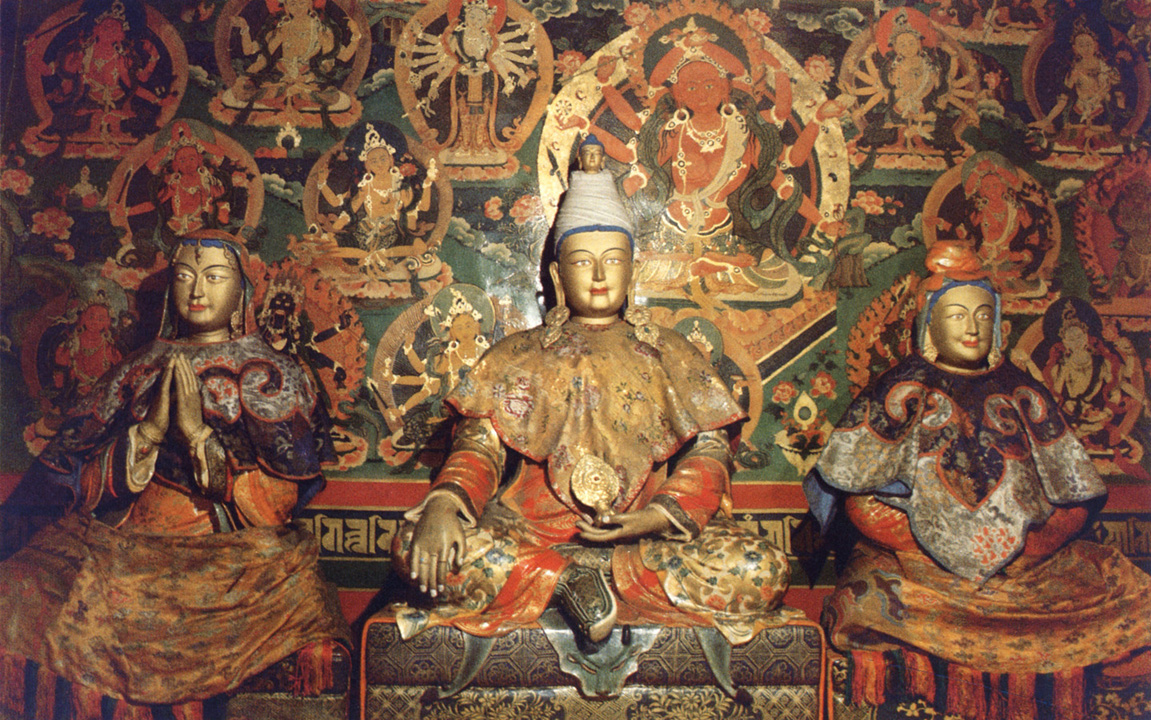
Songtsen Gampo (en el centro), la princesa Wencheng (derecha) y Bhrikuti Devi de Nepal (izquierda)

Hacia arriba del cerro de la ermita, pasado un grupo de estupas, se encuentra la cueva Palden Lhamo, conocida por haber sido una cámara de meditación de Songstan Gampo durante un tiempo. Dentro de la cueva hay estatuas de él y sus dos mujeres. También hay una talla de roca de Palden Lhamo, la protectora.

### Jasa Potrang

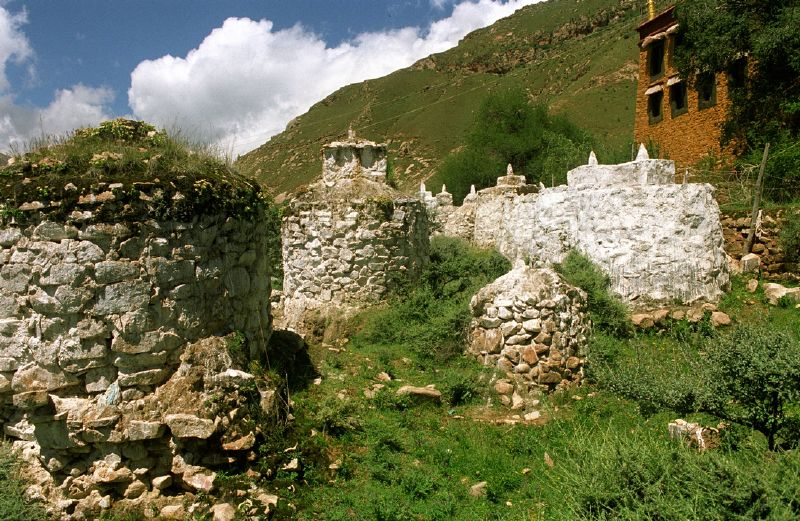
Jasa Potrang (derecha) dedicado a la Princesa Wencheng

Situado cerca de 108 estupas, característica destacada del monasterio, es encuentra el edificio dedicado a la mujer de Songtsan Gampo, la Princesa Wencheng. Construido con ladrillos color amarillo ocre, en el piso superior hay una capilla con una estatua pequeña de ella a la derecha, y una representación del filólogo tibetano Thonmi Sambhota, que se cree que inventó el alfabeto tibetano en la ermita. A la planta baja se encuentran las cinco manifestaciones de Tsongkhapa, y varias estatuas de Buda con temáticas médicas.

## Tradiciones
La ermita en particular tiene su propia tradición de ciclos rituales mensuales y anuales. El más importante de estos acontecimientos rituales anuales son los seis días -tres conjuntos de dos días- con rituales durante las celebraciones del año nuevo tibetano (Losar), los dieciséis días -ocho conjuntos de dos días- con rituales durante el cuarto mes tibetano -que atraen a mucha gente de Lhasa y los distritos circundantes-, y un ritual y otros acontecimientos que tienen lugar durante el peregrinaje «sexto mes del cuarto día».